# Dassault Rafale

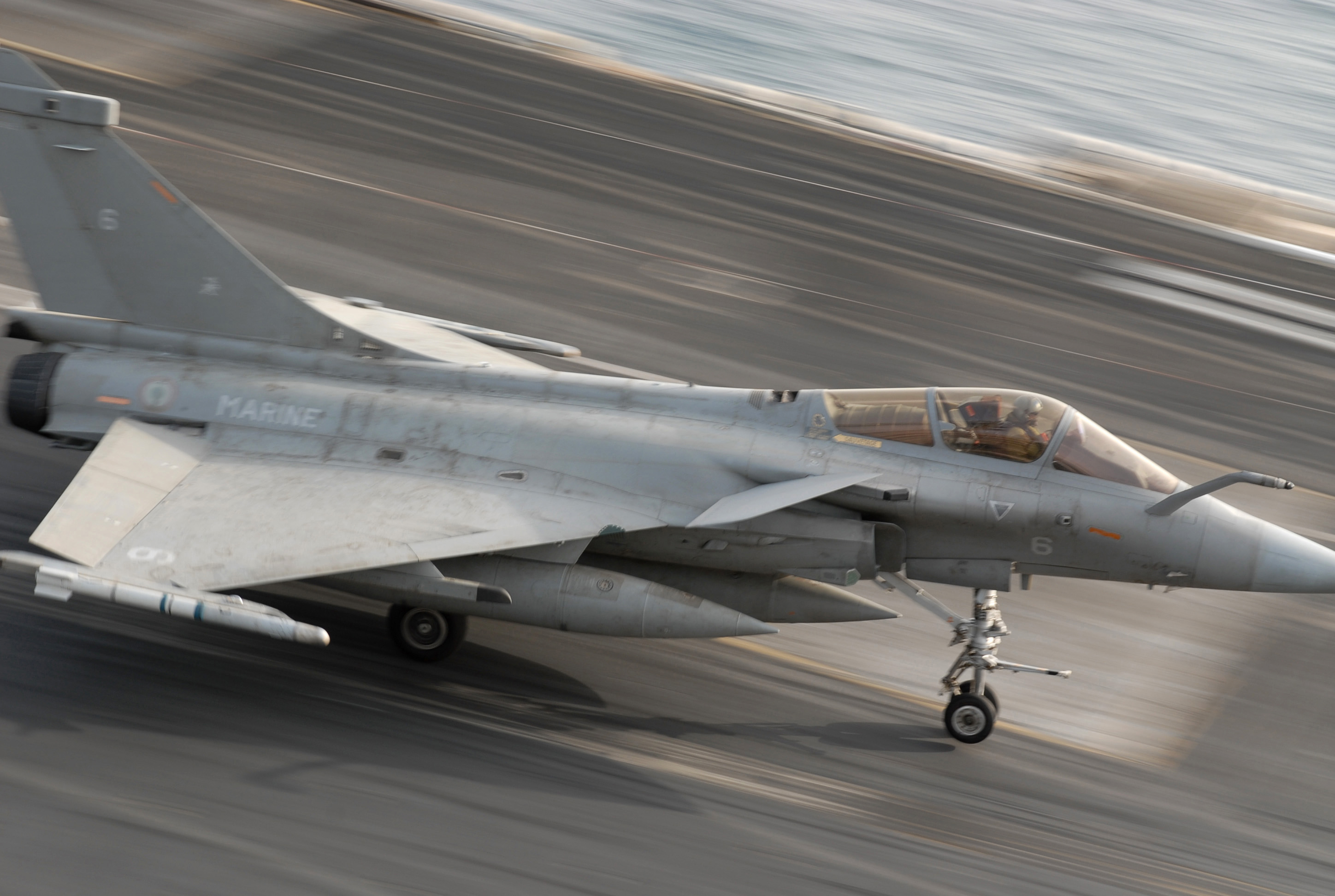
Rafale M op het vliegdek.

De Dassault Rafale is een zogenaamd multirole-gevechtsvliegtuig van Dassault Aviation, de makers van de Mirage-serie.

## Geschiedenis
In 1985 begon de ontwikkeling van dit toestel in opdracht van de Franse overheid, nadat Frankrijk zich terugtrok uit de ontwikkeling van wat later de Eurofighter Typhoon zou worden. Frankrijk had in de vroege jaren 80 gesprekken gevoerd met Duitsland, het Verenigd Koninkrijk, Italië en Spanje om samen een gevechtsvliegtuig te bouwen dat het kon opnemen tegen de toen nog nieuwe MiG-29 en Soechoj Soe-27 gevechtsvliegtuigen van de Sovjet-Unie. Met alle landen samen een vliegtuig ontwerpen en bouwen zou voor iedereen goedkoper zijn, maar na onenigheden over werkverdeling en operationele eisen besloot Frankrijk om alleen de Rafale te ontwerpen.
Tijdens het Indiaas-Pakistaans conflict van 2025, schoot op 7 mei 2025 een Chengdu J-10 van de Pakistaanse luchtmacht met een PL-15 lucht-luchtraket een Dassault Rafale van de Indiase luchtmacht neer boven het betwiste grensgebied Kasjmir.

## Kenmerken
Het toestel is uitgerust met twee Snecma M88-2-motoren en kenmerkt zich door de canard-vleugelopstelling zoals ook de Saab JAS39 Gripen en de Eurofighter Typhoon hebben.
Tot de standaarduitrusting van dit toestel behoren onder meer:
- twee aparte SAGEM Sigma 90 navigatie- en gevechtscomputers die samen de zeer nauwkeurige combinatie van gyrolaser en GPS mogelijk maken
- een geïntegreerd Spectra-ECM-systeem voor elektronische oorlogvoering met alle mogelijkheden inclusief infrarood- en laseropties
- een opto-elektronisch bewaakte voorste zichtsector met automatische infrarooddetectie, trackingvideo en lasertelemetrie
- een met code beveiligd terreinvolgend radarnavigatiesysteem waarmee ongemerkt op zeer lage vlieghoogte genaderd kan worden
- een Thomson-CSF RBE-2-radarnavigatiesysteem
- een head-up display pilotenhelm van de tweede generatie waarin alle vlucht- en dreigingsgegevens voor de vlieger worden geprojecteerd
- een Martin Baker MK16F zero-schietstoel die vanaf de grond gebruikt kan worden

## Types en aantallen
De Rafale wordt in drie varianten gebouwd:
- Rafale B(iplace), als tweepersoons land gebaseerde versie voor de luchtmacht,
- Rafale C(hasse), als eenpersoons land gebaseerde versie voor de luchtmacht,
- Rafale M(arine), als eenpersoons vliegdekschip gebaseerde versie voor de marine.

Bij de Franse Armée de l'Air (luchtmacht) werd het toestel in 2006 op de vliegbasis Saint-Dizier ingevoerd. In 2010 waren er 38 Rafale B- en 18 Rafale C-toestellen operationeel.
De Rafale M is vanaf juni 2004 operationeel bij de Franse Aéronavale (marineluchtvaartdienst) en hij opereert van het vliegdekschip Charles de Gaulle. Het toestel, dat specifiek is uitgerust voor vliegdekoperaties en voor groot onderhoud gelegerd is op de vliegbasis Landivisiau, zal in de loop van de tijd zijn voorganger de Dassault Super-Étendard geheel vervangen. In maart 2009 waren er 22 Rafale M-toestellen operationeel; het was toen de bedoeling dat er tot 2011 in totaal 38 toestellen aan de Franse marine zouden worden geleverd.
Per jaareinde 2022 waren er 417 Rafales besteld, waarvan 225 voor klanten anders dan Frankrijk, en 253 exemplaren waren afgeleverd.

## Export
In februari 2012 koos de Indiase regering de Rafale als nieuw gevechtsvliegtuig voor de Indiase luchtmacht. Het was het eerste exportsucces van de Rafale. Er werden afspraken gemaakt voor 126 exemplaren, die onder licentie in India zullen geassembleerd worden. Het contract is nooit ondertekend omdat Dassault geen garanties wilde geven voor de toestellen die in India zouden worden geproduceerd. India gaf later aan de bestelling te willen veranderen en 36 stuks te willen kopen die alle in Frankrijk worden geproduceerd. In september 2016 werd eindelijk een contract voor 36 toestellen, technische ondersteuning en onderdelen ondertekend. Deze transactie heeft een waarde van 8 miljard euro. Op 8 oktober 2019 nam de Indiase minister van Defensie het eerste toestel in ontvangst in Frankrijk.
In februari 2015 bestelde Egypte 24 Rafale-toestellen bij Dassault. Dit was het eerste ondertekende exportcontract voor dit gevechtsvliegtuig en leveringen begonnen in 2018. Het contract heeft een waarde van 3,5 miljard euro. In 2021 tekende Egypte nog een contract voor 31 toestellen.
Qatar heeft in 2015 ook een contract gesloten voor de koop van 24 Rafale-toestellen. De opdracht heeft een waarde van circa 6,3 miljard euro en behelst ook de levering van raketten en de opleiding van 36 piloten en 100 technici door het Franse leger. In 2017 volgde een vervolgorder voor nog eens 12 stuks. De levering begon in februari 2019 en in 2022 werd het laatste exemplaar afgeleverd.
Hoewel de Marokkaanse luchtmacht aanvankelijk in de Rafale geïnteresseerd was koos de regering uiteindelijk voor de Amerikaanse F-16C/D. In 2011 was de Dassault Rafale in Zwitserland al een ernstige kandidaat om er de F-5 Tiger-toestellen gedeeltelijk te vervangen. De regering koos uiteindelijk de Zweedse Saab 39 Gripen. Ook in België maakte de Rafale kans om de vloot van F-16 Fighting Falcon vliegtuigen te vervangen. Deze had in 2018 concurrentie met de Eurofighter Typhoon en de F-35 Lightning II. De F-35 heeft uiteindelijk het contract gewonnen en worden vanaf 2023 geleverd.
Twaalf Rafale-vliegtuigen werden verkocht aan Kroatië, ondanks protesten van lokale oppositie en milieuactivisten, die beweerden dat er geld zou moeten worden besteed aan de slachtoffers van de aardbeving in 2020.
Op 3 december 2021 werd het contract ondertekend van 80 Rafale F4 toestellen voor de luchtmacht van de Verenigde Arabische Emiraten. Nog geen twee maanden later volgde een contract met Griekenland. Dit land koopt zes nieuwe en neemt 12 bestaande toestellen over van de Franse luchtmacht. Deze toestellen zijn allemaal geleverd voor de zomer van 2023. In maart 2022 verhoogde Griekenland de bestelling met nog eens zes nieuwe Rafales. In februari 2022 kocht Indonesië 42 toestellen, dit contract heeft een waarde van US$ 8,1 miljard.
Dassault produceert elf Rafales per jaar.